# Radikal 96
Radikal 96 mit der Bedeutung „Jade, Nephrit“ ist eines von 23 der 214 traditionellen Radikale der chinesischen Schrift, die mit fünf Strichen geschrieben werden. Mit 104 Zeichenverbindungen in Mathews’ Chinese-English Dictionary gibt es sehr viele Schriftzeichen, die unter diesem Radikal im Lexikon zu finden sind.
Das Zeichen zeigt drei zusammengebundene Jadestücke. Der Punkt unterscheidet es von dem Zeichen für „König“, dessen Symbol die Jade war. 
Das Zeichen 王 für König, mit vier Strichen, gilt als Variante oder auch Schriftzeichenverbindung zum mit fünf Strichen geschriebenen Radikal 96 玉 für Jade.
Es gibt zwei Erklärungen dafür, warum aus drei horizontalen Strichen und einem vertikalen Strich ein König wurde. Xu Shen führt in seinem Werk Shuowen jiezi (说文解字) zu 王 aus: „王 wang, derjenige, dem alles auf Erden gehört“.
Dong Zhongshu, ein späterer Zeichenforscher, definierte: 
„Derjenige, der einst die Schrift/Kultur (文 wen) schuf“. Drei Striche miteinander verbunden: Die drei Horizontalen sind Himmel, Erde und Mensch, der sie verbindet, ist 王 (wang), der König. Konfuzius sagte: „Drei bilden seit je den 王 (wang) König“.
Die drei horizontalen Striche stellen demnach den Himmel, die Erde und den Menschen dar, der vertikale Strich, der sie verknüpft und die Form 王 (wang) bilden den König, dem alles auf der Erde gehört.
Zuo Min'an (左民安) jedoch sagt in seinem Werk Hanzi Liehua (汉字例话 Chinesische Schriftzeichen/Beispiele und Erläuterungen): 
„王 (wang) ist ursprünglich das Bild einer großen Axt, einer mächtigen Waffe in alter Zeit. Wer sie besaß, hatte Macht zu unterdrücken. Und diese Macht hat nur der höchste Herrscher – der König.“
Diese Ableitung hat für sich, dass die Siegelschriftform von 王 tatsächlich dem Bild einer Axt ähnelt.
Im zusammengesetzten Zeichen tritt 王 (wang) häufig als Lautträger auf wie in 汪 (wang tiefes und weites Gewässer), 枉 (wang krumm, schräg), 旺 (wang blühend, üppig), 狂 (kuang wahnsinnig), 皇 (huang Kaiser), 匡 (kuang berichtigen).
Als Sinnträger fungiert 王 (wang) selten, jedoch zum Beispiel in 闰 (run, in: 闰月 runyue Schaltmonat). Hier rührt 王 (wang) von dem Brauch her, dass der Kaiser am ersten Tag des Mondkalenders das Ritual des Ersttagsopfers vollziehen musste. In normalen Monaten fand dies innerhalb des Tempels statt, im Schaltmonat jedoch vor dessen großem Tor. Daher wurden 门 (= Tor, Tür) und 王 (wang König, Herrscher) zu Komponenten des Zeichens 闰 (run): Der König in der Tür bedeutet Schaltmonat. 

## Schriftzeichenverbindungen, die vom Radikal 96 regiert werden
| Striche | Zeichen |
| ------- | --- |
| +0      | 玉 (玊) (王) |
| +01     | 玌 玍 |
| +02     | 玎 玏 玐 玑 |
| +03     | 玒 玓 玔 玕 玖 玗 玘 玙 玚 玛                                                                                          |
| +04     | 玜 玝 玞 玟 玠 玡 玢 玣 玤 玥 玦 玧 玨 玩 玪 玫 玬 玭 玮 环 现 玱                                                      |
| +05     | 玲 玳 玴 玵 玶 玷 玸 玹 玺 玻 玼 玽 玾 玿 珀 珁 珂 珃 珄 珅 珆 珇珈 珉 珊 珋 珌 珍 珎 珏 珐 珑                         |
| +06     | 珒 珓 珔 珕 珖 珗 珘 珙 珚 珛 珜 珝 珞 珟 珠 珡 珢 珣 珤 珥 珦 珧珨 珩 珪 珫 珬 班 珮 珯 珰 珱 珲                      |
| +07     | 珳 珴 珵 珶 珷 珸 珹 珺 珻 珼 珽 現 珿 琀 琁 琂 球 琄 琅 理 琇 琈琉 琊 琋 琌 琍 琎 琏 琐 琑 琒 琓 琔                   |
| +08     | 琕 琖 琗 琘 琙 琚 琛 琜 琝 琞 琟 琠 琡 琢 琮 琯 琰 琱 琲 琳 琴 琺琣 琤 琥 琦 琧 琨 琩 琪 琫 琬 琭 琵 琶 琷 琸 琹 琻 琼 |
| +09     | 琽 琾 琿 瑀 瑁 瑂 瑃 瑄 瑅 瑆 瑇 瑈 瑉 瑊 瑋 瑌 瑍 瑎 瑏 瑐 瑑 瑒瑓 瑔 瑕 瑖 瑗 瑘 瑙 瑚 瑛 瑜 瑝 瑞 瑟 瑶             |
| +10     | 瑠 瑡 瑢 瑣 瑤 瑥 瑦 瑧 瑨 瑩 瑪 瑫 瑬 瑭 瑮 瑯 瑰 瑱 瑲 瑳 瑴瑵 瑷 瑸                                                 |
| +11     | 瑹 瑺 瑻 瑼 瑽 瑾 瑿 璀 璁 璂 璃 璄 璅 璆 璇 璈 璉 璊 璋 璌 璎璓                                                       |
| +12     | 璍 璏 璐 璑 璒 璔 璕 璖 璗 璘 璙 璚 璛 璜 璝 璞 璟 璠 璡 璢 璣璤                                                       |
| +13     | 璥 璦 璧 璨 璩 璪 璫 璬 璭 璮 璯 環 璱 璲 璳 璴                                                                        |
| +14     | 璵 璶 璷 璸 璹 璺 璻 璼 璽 璾 璿 瓀 瓁 瓂                                                                              |
| +15     | 瓃 瓄 瓅 瓆 瓇 瓈 瓉 瓊 瓋                                                                                             |
| +16     | 瓌 瓍 瓎 瓏 瓐 瓑 瓒                                                                                                   |
| +17     | 瓓 瓔 瓕 瓖 |
| +18     | 瓗 瓘 瓙 |
| +19     | 瓚 |
| +20     | 瓛 |

 Im Unicodeblock Kangxi-Radikale ist das Radikal 96 unter der Codepointnummer 12.127 (U+2F5F) codiert.